# Чижівка (Мінськ)
Чижівка (біл. Чыжоўка) — мікрорайон у Заводському районі міста Мінська. Розташована на південному сході міста, поблизу Чижовського водосховища. На півночі району розташований Мінський зоопарк.
В мікрорайоні проживає 62 тисячі чоловік.
Головні вулиці — Ташкентська, Голодєда, Уборевича, Червонослобідська.